# دهک (بابل)
دهک، روستایی است از توابع بخش لاله‌آباد شهرستان بابل در استان مازندران ایران.
معنی کلمه دهک «ده کوچک» می‌باشد.

## جمعیت
این روستا در دهستان کاری‌پی قرار دارد و بر اساس سرشماری مرکز آمار ایران در سال ۱۳۹۰، جمعیت آن ۹۲۸ نفر ( ۲۸۹ خانوار) بوده‌است.